# Andriej Tupolew
Andriej Nikołajewicz Tupolew, ros. Андрей Николаевич Туполев (ur. 29 października?/10 listopada 1888 w Kimry, zm. 23 grudnia 1972 w Moskwie) – radziecki generał pułkownik inżynier, konstruktor samolotów bombowych i pasażerskich, deputowany do Rady Najwyższej ZSRR 3., 4., 5., 6., 7. i 8. kadencji (1950–1972), trzykrotny Bohater Pracy Socjalistycznej (1945, 1957, 1972).

## Życiorys
Urodził się w miejscowości Kimry koło Tweru, w 1906 r. ukończył gimnazjum w Twerze, a następnie od 1908 r. studiował w Wyższej Szkole Technicznej w Moskwie. Zainteresował się lotnictwem, w 1909 r. został członkiem koła żeglugi napowietrznej. W 1910 r. na szybowcu, którego był współkonstruktorem, wykonał swój pierwszy lot. Za udział w nielegalnych organizacjach w latach 1911-1913 został wydalony z uczelni i poddany policyjnemu nadzorowi. Po powrocie na studia włączył się w działalność pierwszego w Rosji lotniczego biura konstrukcyjnego, gdzie projektował tunele aerodynamiczne. W 1918 r. ukończył z wyróżnieniem Moskiewską Wyższą Szkołę Techniczną.
Został współpracownikiem Nikołaja Jegorowicza Żukowskiego – pioniera rosyjskiego lotnictwa. Pod koniec 1918 wspólnie z nim założyli Centralny Instytut Aerohydrodynamiczny (CAGI), w jego kolegium zasiadał do 1936 r. W 1922 Tupolew w ramach CAGI utworzył Doświadczalne Biuro Konstrukcyjne (OKB), a on sam został głównym konstruktorem biura. Biuro Konstrukcyjne Tupolewa zajmowało się samolotami bombowymi, pasażerskimi i transportowymi, choć konstruowano tam także inne pojazdy i uzbrojenie, takie jak kutry torpedowe, aerosanie, ślizgacze, rakiety. W 1923 r. zbudował swój pierwszy samolot ANT-1, w 1924 r. pierwszy radziecki samolot o konstrukcji metalowej ANT-2 oraz w 1925 r. pierwszy radziecki samolot bojowy o konstrukcji metalowej – ANT-3.

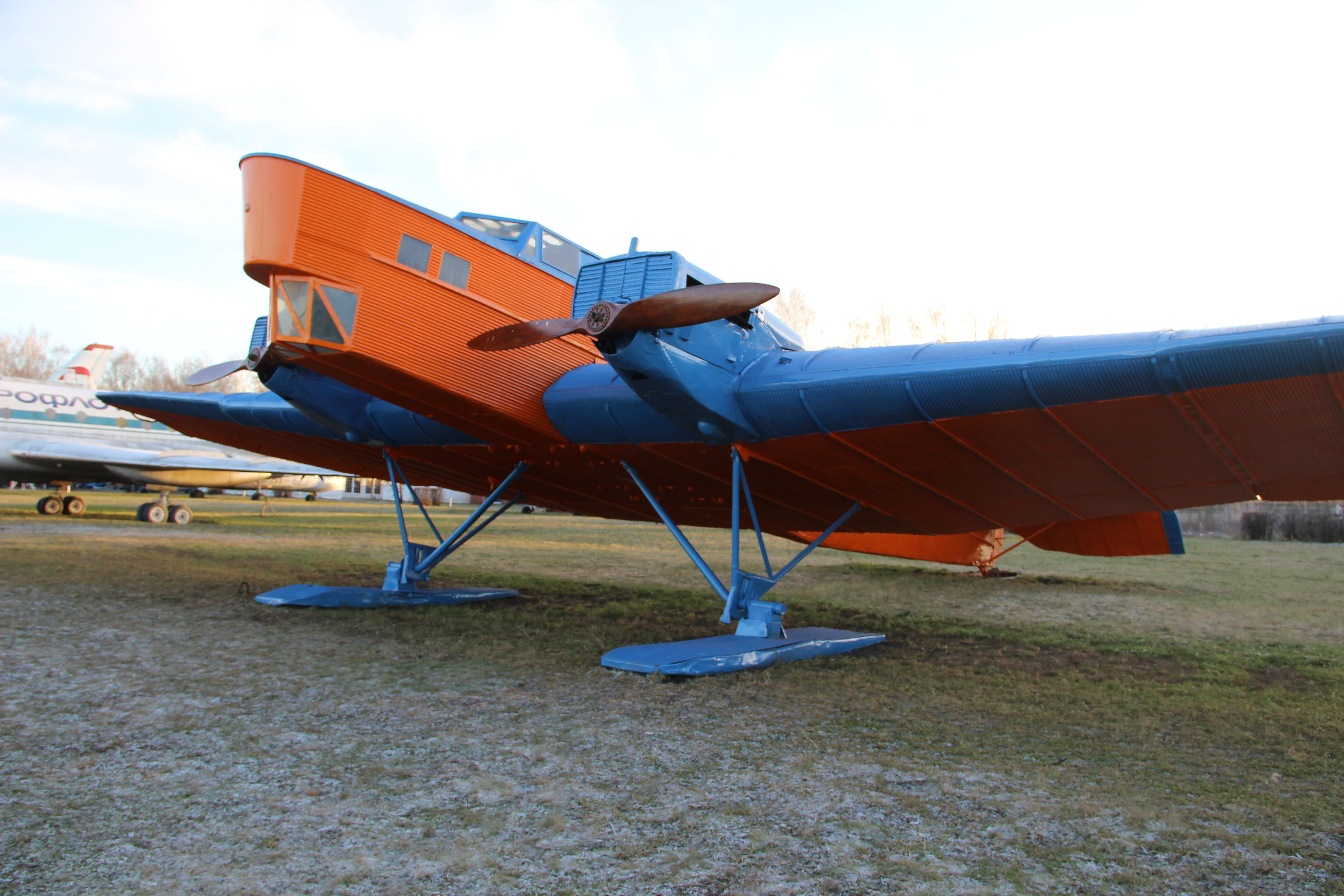
ANT-4 konstrukcji Andrieja Tupolewa

Pierwszym zaprojektowanym w biurze Tupolewa samolotem wprowadzonym do seryjnej produkcji był samolot bombowy ANT-4, który został zaprojektowany w 1924. Tupolew prowadził dalej badania nad nowymi wersjami swoich samolotów, z których część została wprowadzona do produkcji. W 1930 r. został głównym konstruktorem CAGI, w 1931 – zastępcą kierownika Centralnego Biura Konstrukcyjnego CAGI, w 1932 – kierownikiem Oddziału Konstrukcji Sektora Budowy Konstrukcji Doświadczalnych CAGI, w 1936 r. – dodatkowo sprawował funkcję głównego inżyniera Głównego Zakładu Przemysłu Lotniczego Ludowego komisariatu Przemysłu Ciężkiego. W 1934 r. skonstruował największy ówczesny samolot pasażerski świata ANT-20. Za swoje osiągnięcia w 1933 został odznaczony Orderem Lenina.
W 1937 został aresztowany przez NKWD z grupą innych konstruktorów lotniczych i oskarżony o założenie tajnej partii faszystowskiej. W więzieniu przebywał do lipca 1941, przy czym w 1940 został skazany na karę 15 lat więzienia za prowadzenie rzekomej działalności antyradzieckiej. W czasie pobytu w więzieniu na polecenie NKWD prowadził dalej badania nad samolotami w ramach tzw. Centralnego Biura Konstrukcyjnego 29 (CKB-29) – był to specjalny oddział więzienia w Moskwie, gdzie przebywali zatrzymani konstruktorzy lotniczy. To właśnie w więzieniu powstała konstrukcja bombowca nurkującego Tu-2. W roku 1956 został oczyszczony z zarzutów.
Po wyjściu z więzienia został ponownie głównym konstruktorem Biura Konstrukcyjnego w CAGI, którego dyrektorem był do swojej śmierci. Pod jego kierownictwem w biurze opracowano ponad 100 samolotów bombowych i pasażerskich. Między innymi w jego biurze skonstruowano pierwszy samolot bombowy o napędzie odrzutowym Tu-14 w 1947, strategiczny samolot bombowy do przenoszenia głowic jądrowych Tu-26 w 1956, a także pierwszy radziecki pasażerski samolot o napędzie odrzutowym Tu-104. Ostatnim samolotem opracowanym przez Andrieja Tupolewa był Tu-144 zbudowany w 1968, później głównym konstruktorem biura został jego syn Aleksiej Tupolew (1925-2001).
Deputowany do Rady Najwyższej ZSRR od 3. do 8. kadencji (1950–1972). W 1953 został członkiem (akademikiem) Akademii Nauk ZSRR. W 1967 został mianowany na stopień generała pułkownika wojsk technicznych. Był trzykrotnie nagradzany tytułem honorowym Bohatera Pracy Socjalistycznej (ros. Герой Социалистического Труда) (1945, 1957, 1972) – najwyższego wyróżnienia za działalność naukową, kulturalną, gospodarczą w ZSRR. Samoloty jego konstrukcji ustanowiły 78 rekordów międzynarodowych, wykonały 28 unikalnych lotów m.in. Walery P. Czkałow wraz z G. F. Bajdukowem i A. B. Bieljakowem w dniach 18–20 czerwca 1937 na samolocie ANT-25 po raz pierwszy przelecieli nad Biegunem Północnym, lecąc z Moskwy do Portland w Stanach Zjednoczonych. Przelatując bez lądowania odległość w linii prostej 8504 km i przebywając w powietrzu 63 godziny i 16 minut. Andriej Tupolew był także honorowym członkiem brytyjskiego stowarzyszenia konstruktorów lotniczych Royal Aeronautica Society i amerykańskiego American Institut of Aeronautics and Astronautics.

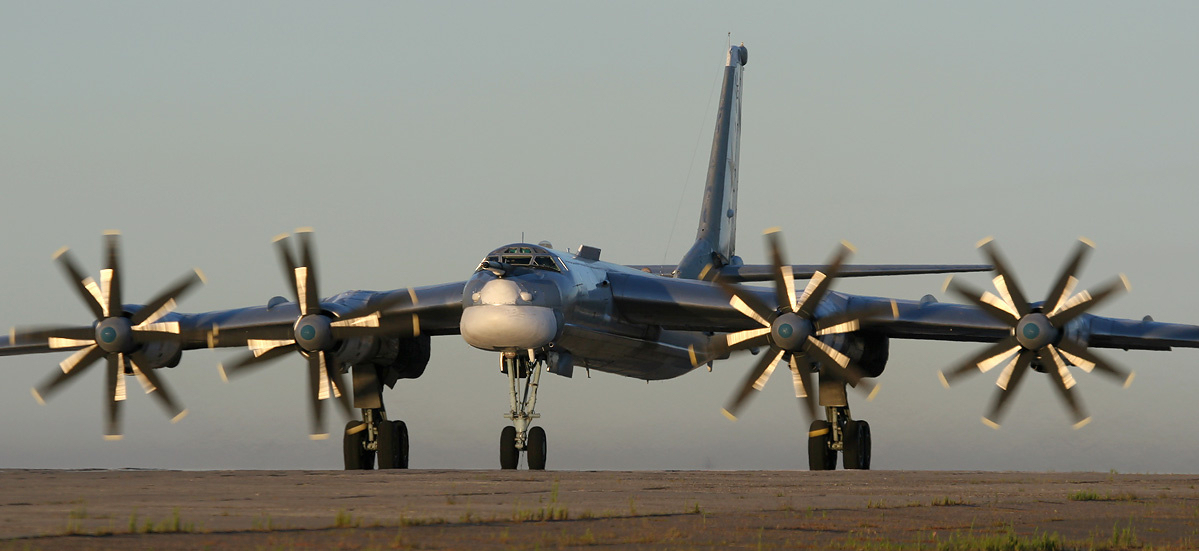
Tupolew Tu-95MS przed startem

Do najbardziej znanych konstrukcji Andrieja Tupolewa należą:
- samoloty bombowe: ANT-4 (TB-1), ANT-6 (TB-3), Tu-2, Tu-12, Tu-16, Tu-95, Tu-22, Tu-142

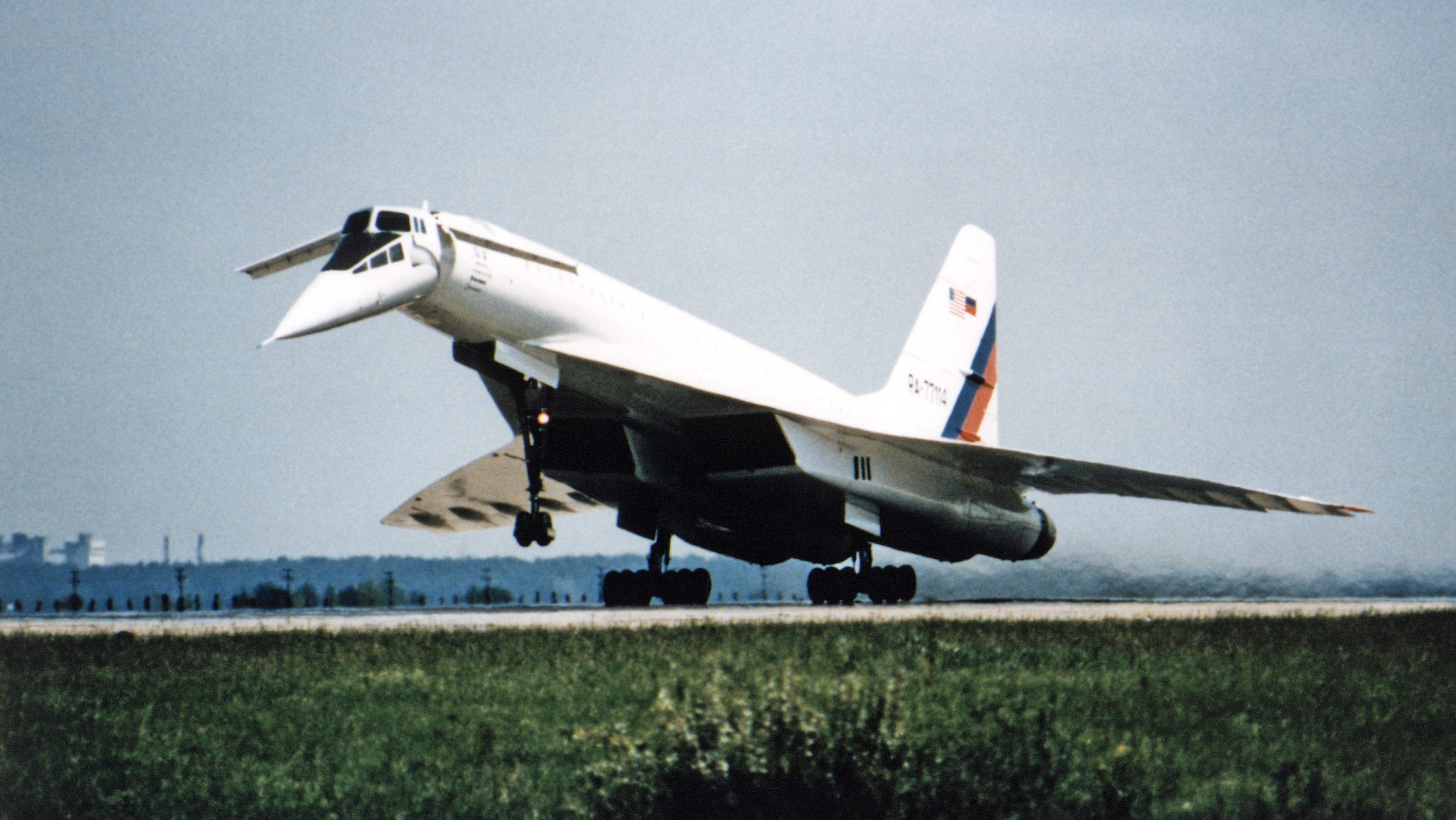
Tu-144 podczas startu

- samoloty pasażerskie: ANT-2, ANT-25, Tu-104, Tu-114, Tu-124, Tu-134, Tu-144, Tu-154.

Grób Andrieja Tupolewa w Moskwie

Zmarł 23 grudnia 1972 w Moskwie i został pochowany na Cmentarzu Nowodziewiczym.

## Odznaczenia
- Złoty Medal „Sierp i Młot” Bohatera Pracy Socjalistycznej – trzykrotnie (16 września 1945, 12 lipca 1957, 22 listopada 1972)
- Bohater Pracy RFSRR (1926)
- Order Lenina – ośmiokrotnie (1933, 1945, 1947, 1949, 1949, 1953, 1958, 1968)
- Order Rewolucji Październikowej (1971)
- Order Czerwonego Sztandaru Pracy – dwukrotnie (1927, 1933)
- Order Suworowa II klasy (1944)
- Order Wojny Ojczyźnianej I klasy (1943)
- Order Czerwonej Gwiazdy (1933)
- Order „Znak Honoru” (1936)
- Nagroda Leninowska (1957)
- Nagroda Stalinowska – czterokrotnie (1943, 1948, 1949, 1952)
- Nagroda Państwowa ZSRR (1972)
- Order Georgi Dimitrowa (1964, Bułgaria)